# Porta San Sebastiano

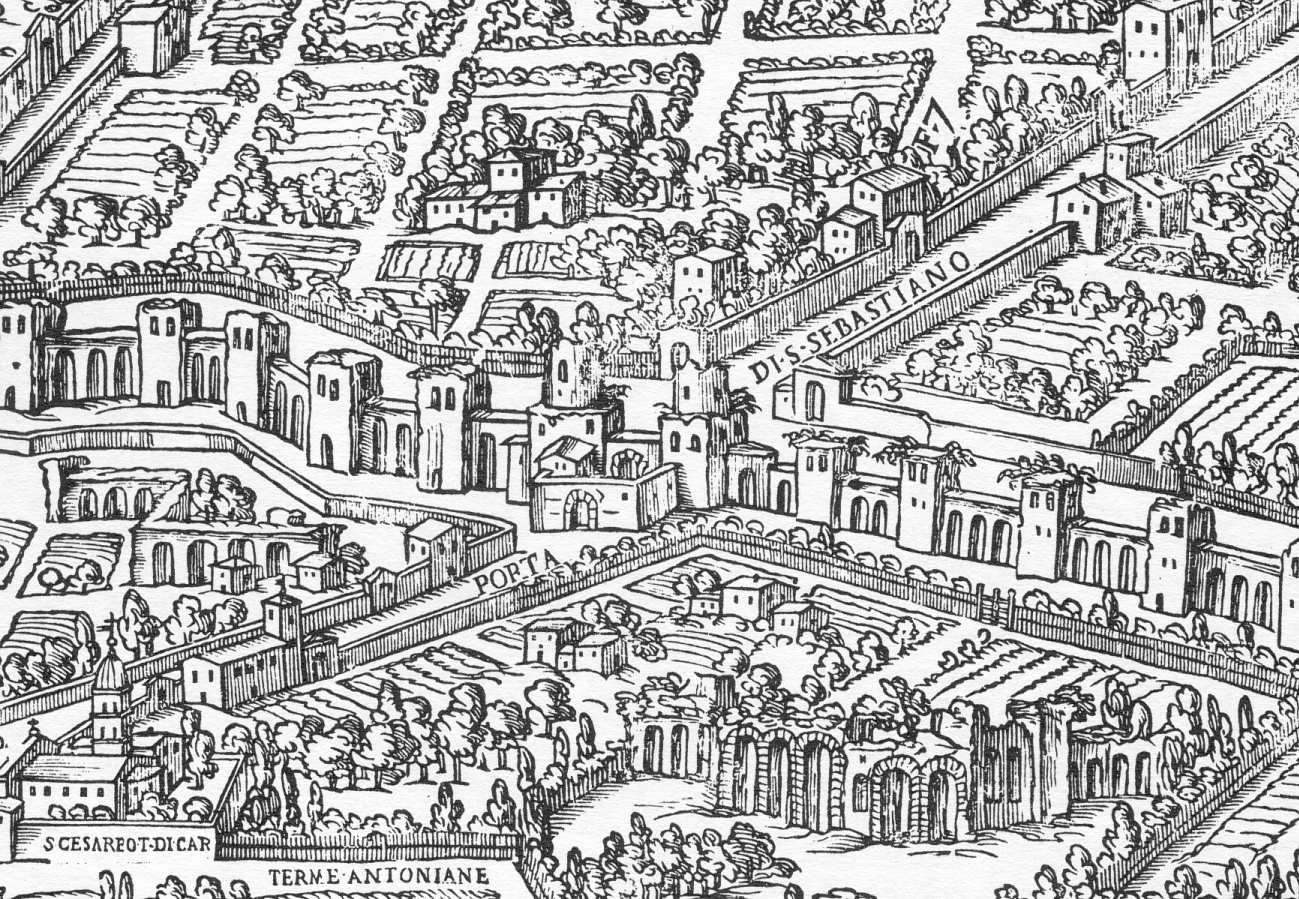
Porta Appia met de binnenplaats op een tekening uit 1625

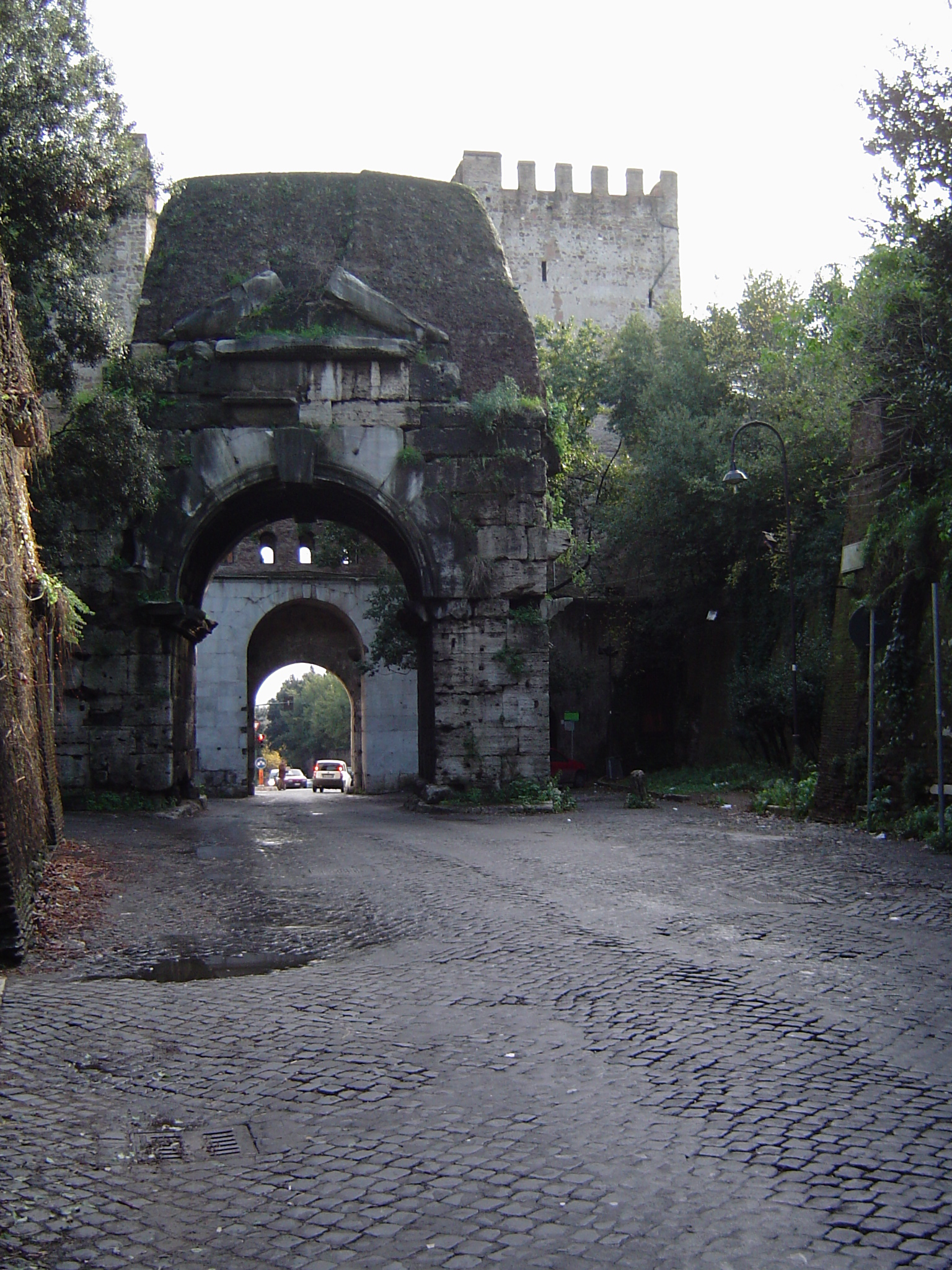
De boog van Drusus

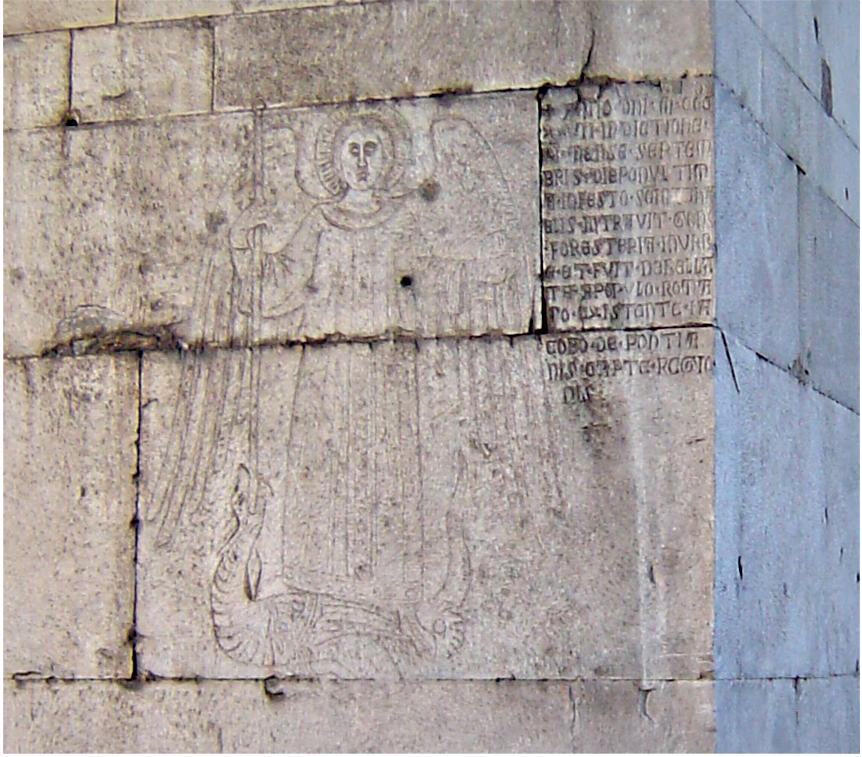
De gravure van de engel met de Latijnse tekst

De Porta San Sebastiano is een stadspoort in de antieke Aureliaanse Muur in Rome. De oorspronkelijke Romeinse naam was Porta Appia.
De naam Porta San Sebastiano komt van de nabijgelegen Catacomben van Sint Sebastiaan.
Door deze poort loopt de Via Appia, in de oudheid een van de oudste en belangrijkste uitvalswegen van de stad. De Via Appia begon voor de bouw van de Aureliaanse Muur bij de Porta Capena van de Servische stadsmuur. De weg liep naar de Romeinse stad Brindisium, het huidige Brindisi). Vanwege het drukke verkeer was de Porta Appia een van de hoofdpoorten van de stad en had daarom twee doorgangen.

## De constructie van de Poort
De Porta San Sebastiano is door zijn belangrijke ligging de grootste en meest indrukwekkende poort in de Aureliaanse Muur. In eerste instantie was het, net als de overige stadspoorten, maar een simpele dubbele poort uit baksteen. Het huidige bouwwerk is in een aantal fases opgebouwd.

### Eerste fase
Tijdens de bouw van de Aureliaanse Muur tussen 271 en 280 is de Porta Appia gebouwd uit baksteen als een poort met twee doorgangen. De poort werd geflankeerd door twee halfronde torens. Deze waren zes meter hoog, evenals de muur. Boven de poort was een verdieping met vijf ramen.

### Tweede fase
Aan het begin van de vierde eeuw werden onder Maxentius de torens verhoogd tot 28 meter. Aan de binnenzijde van de poort werd een extra fortificatie gebouwd. De Boog van Drusus, een ereboog van het Aqua Antoniniana-aquaduct dat zich vlak achter de poort bevindt, werd met twee muren met de Porta Appia verbonden en als achterpoort van deze binnenplaats gebruikt.

### Derde fase
Keizer Honorius liet in 401 grote verbeteringen in de Aureliaanse Muur aanbrengen. De muur werd verhoogd tot elf meter en de poorten verstevigd. Hierbij werd de dubbele doorgang teruggebracht tot een enkele. Deze werd bekleed met travertijn en marmer (afkomstig van de vele grafmonumenten langs de Via Appia), om de bakstenen constructie te verstevigen. Het onderste deel van de ronde torens werd ingebouwd in vierkante bastions. Op de torens werden katapulten opgesteld.

### Vierde fase
Na de val van het West-Romeinse Rijk behield de muur zijn belangrijke defensieve functie voor Rome. Tussen 536 en 545 hield de Byzantijnse generaal Belisarius Rome bezet, terwijl de stad werd belegerd door de Ostrogoten. Op diverse plaatsen werd de Aureliaanse Muur hiervoor verstevigd. De Porta Appia kreeg toen zijn huidige uiterlijk. De vierkante bastions van de torens werden verder verhoogd waarbij een tweede verdieping met vijf ramen boven de doorgang werd gebouwd.

## De Gravure van de Ghibellijnen
Aan de binnenzijde van de poort is een interessante tekening in de steen gegraveerd.
Het stelt een engel voor die een draak doodt met een speer. In zijn andere hand houdt hij een bol. Naast de engel staat een lange Latijnse tekst, die gaat over een groot gevecht dat bij de poort plaatsvond in 1327. In deze tijd waren de Pausen in ballingschap in Avignon. Het leger van Koning Robert van Napels vocht tegen een plaatselijk leger, grotendeels bestaand uit burgers. De troepen van Koning Robert hoorden bij de groep der Welfen, die de Paus steunden. Het burgerleger hoorde bij de Ghibellijnen, die met de Duitse Keizer sympathiseerden. De lokale bevolking won de slag.

## De Poort tegenwoordig
De poort is geheel gerestaureerd. De binnenhof aan de binnenzijde van de poort is afgebroken zodat de Boog van Drusus weer vrij is komen te staan. In de poort is tegenwoordig het Museo delle Mura gevestigd. Dit geeft informatie over de constructie van de Aureliaanse Muur en hoe de verdedigingswerken functioneerden.

## Trivia
- Tussen 1942 en 1943 zijn de kamers binnen in de poort verbouwd. De partijsecretaris van de Italiaanse fascistische partij wilde hier zijn kantoor krijgen. Tegenwoordig is in deze ruimte het museum gevestigd.

## Referentie
- Das Lächeln der Sphinx - informatie over de bouwfases van Porta Appia
- S.platner, A Topographical Dictionary of Ancient Rome, Londen 1929. Art. Porta Appia

## Afbeeldingen

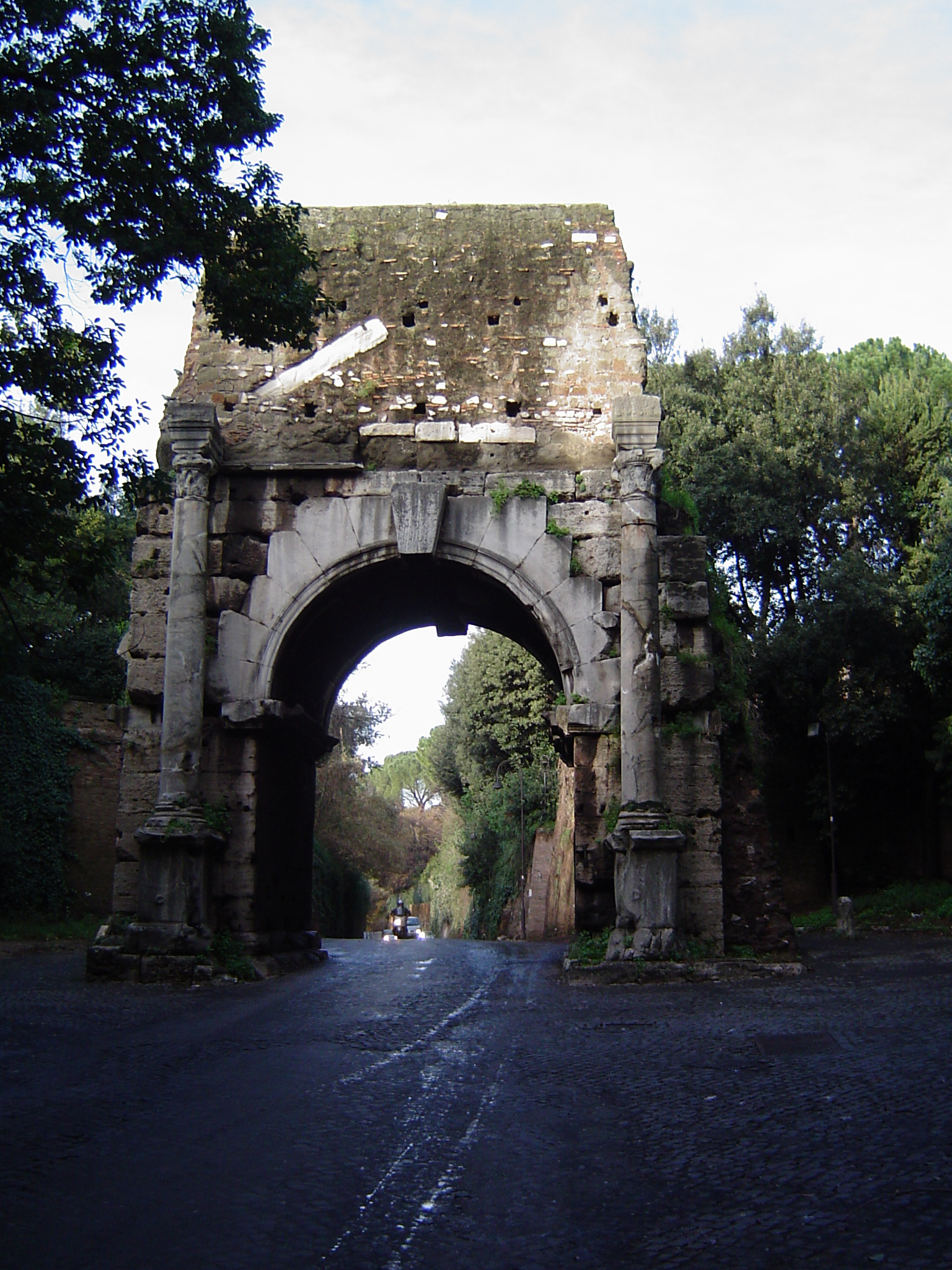
De boog van Drusus
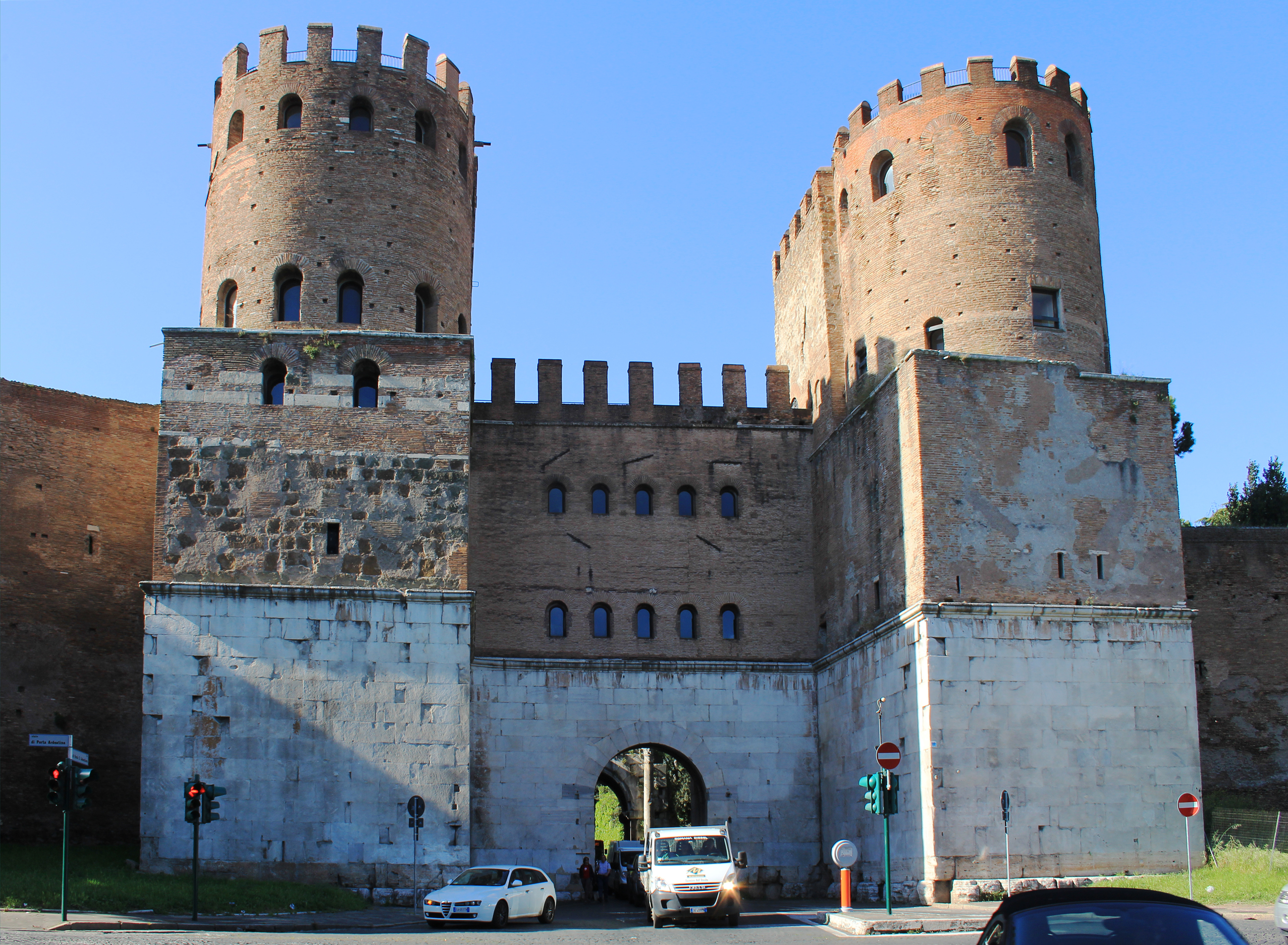
Porta San Sebastiano
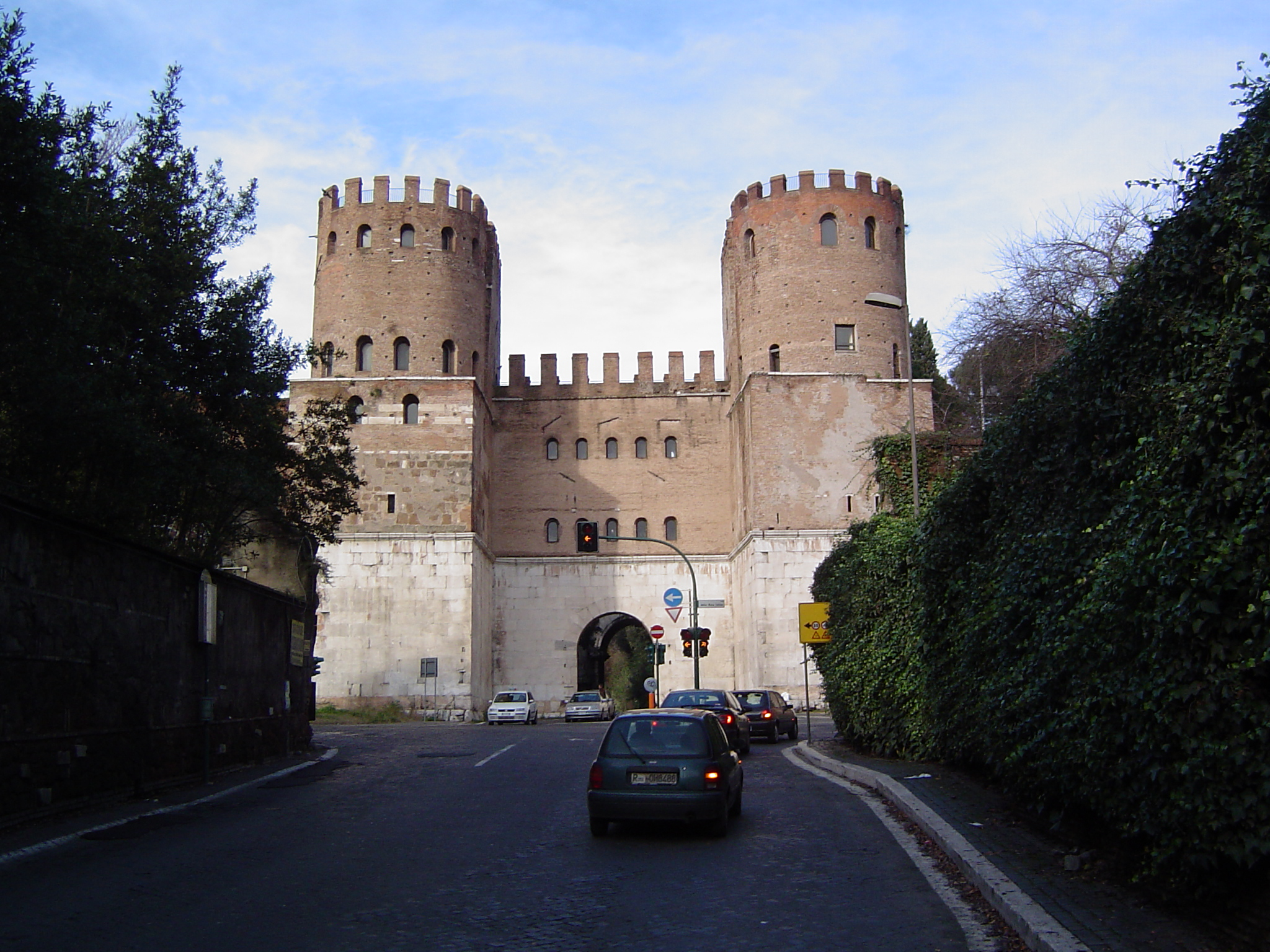
De Porta San Sebastiano vanaf de Via Appia
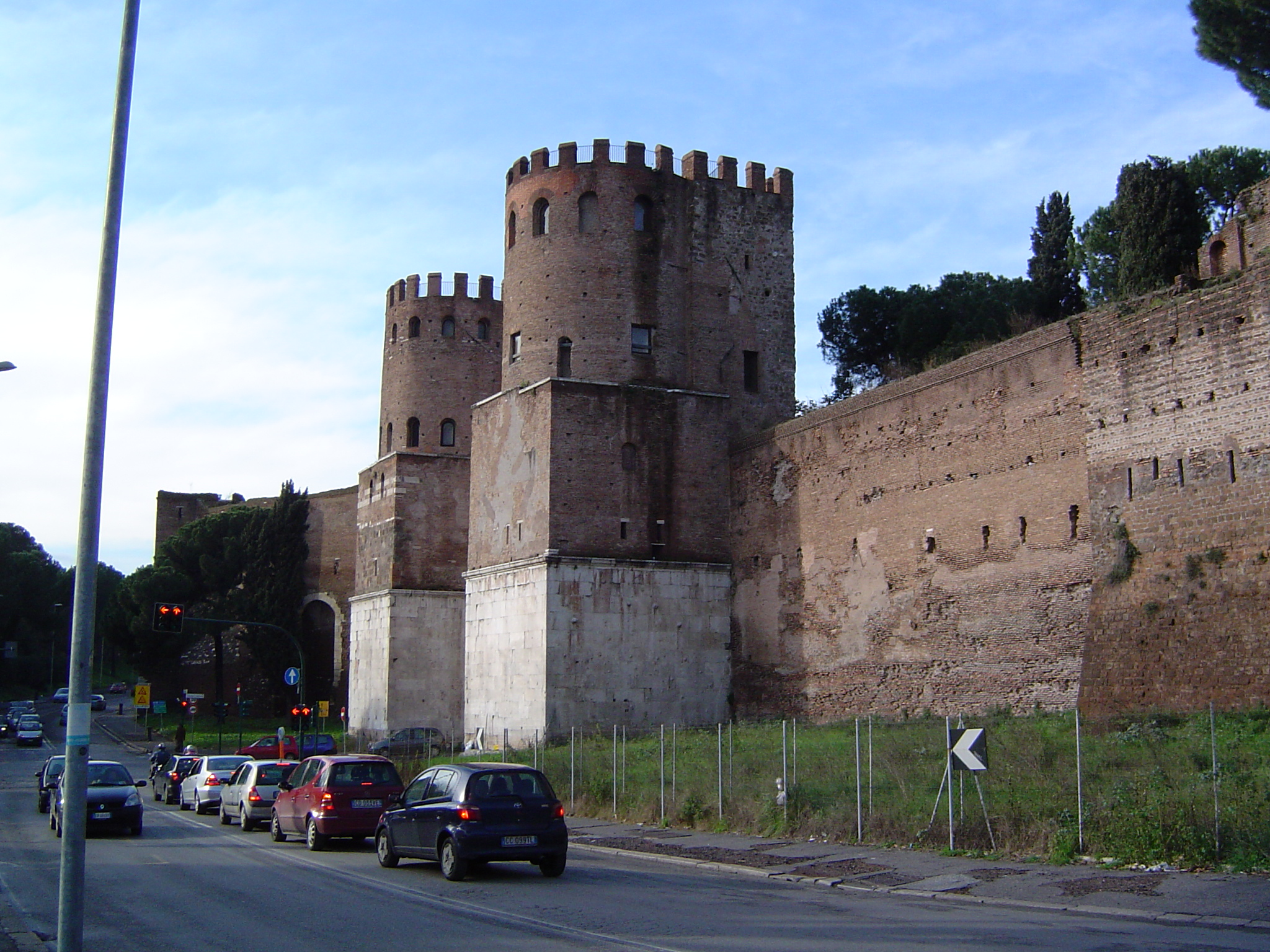
De Porta San Sebastiano in de Aureliaanse Muur
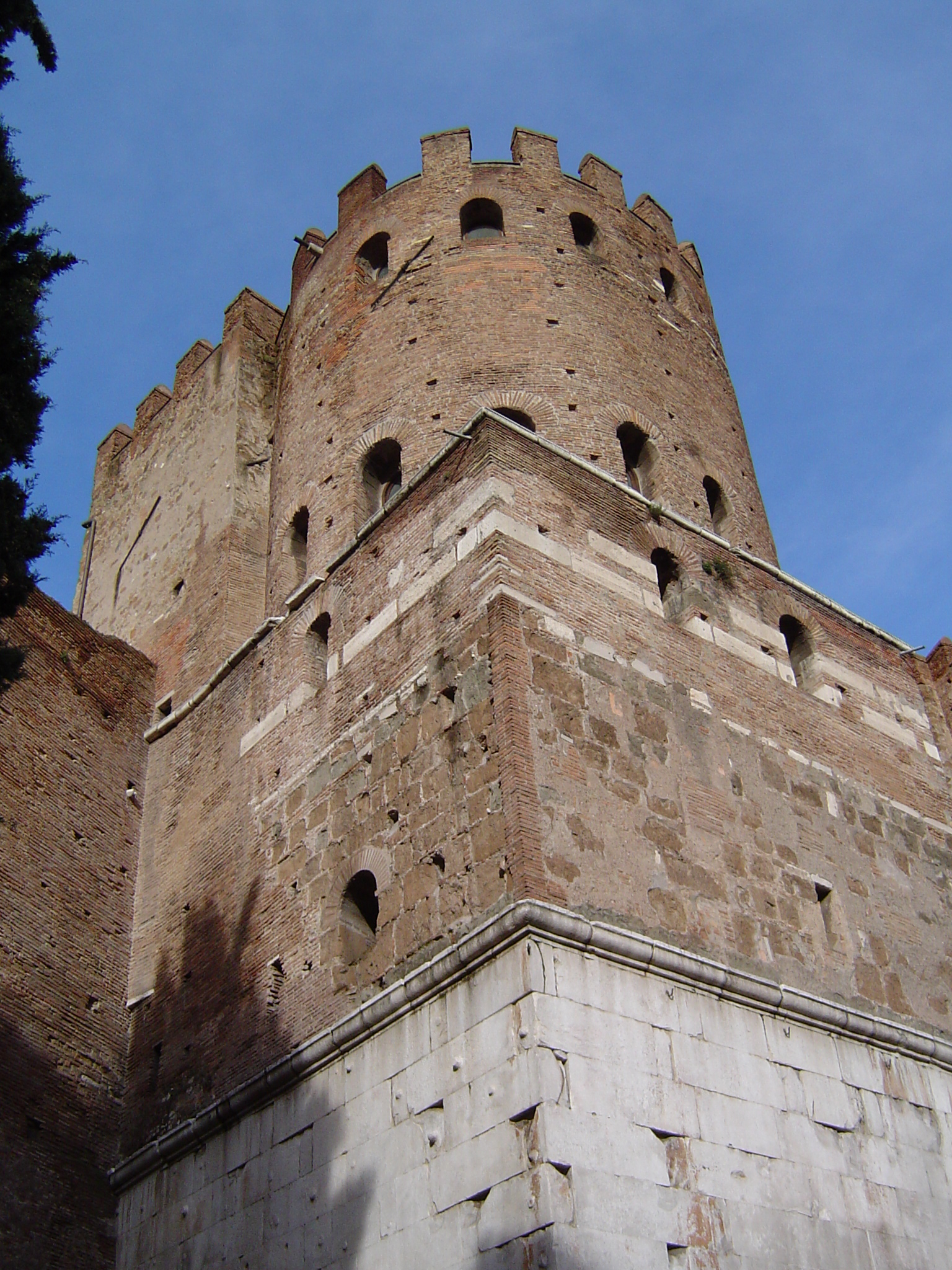
Een van de torens
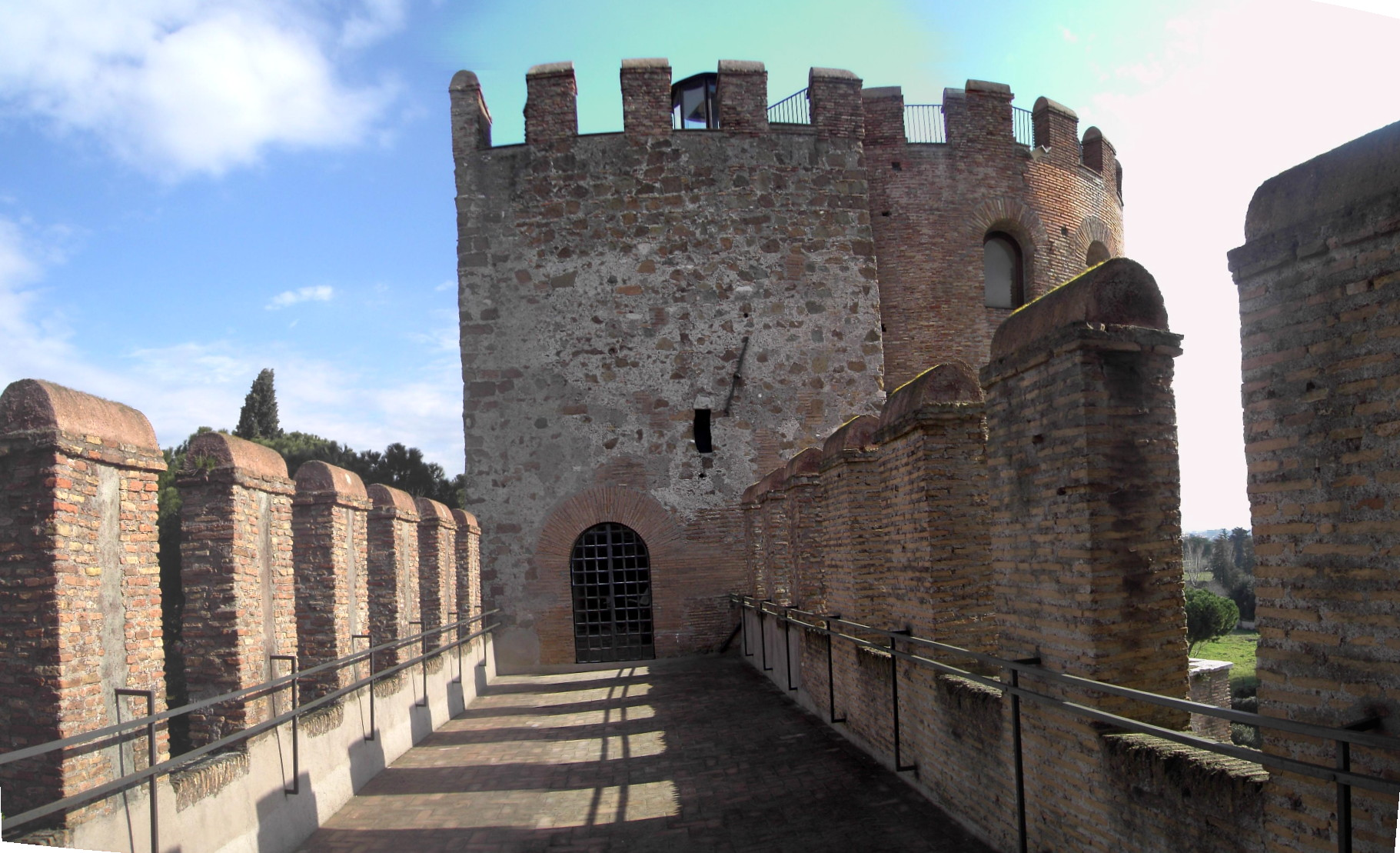
Toren van de Porta San Sebastiano
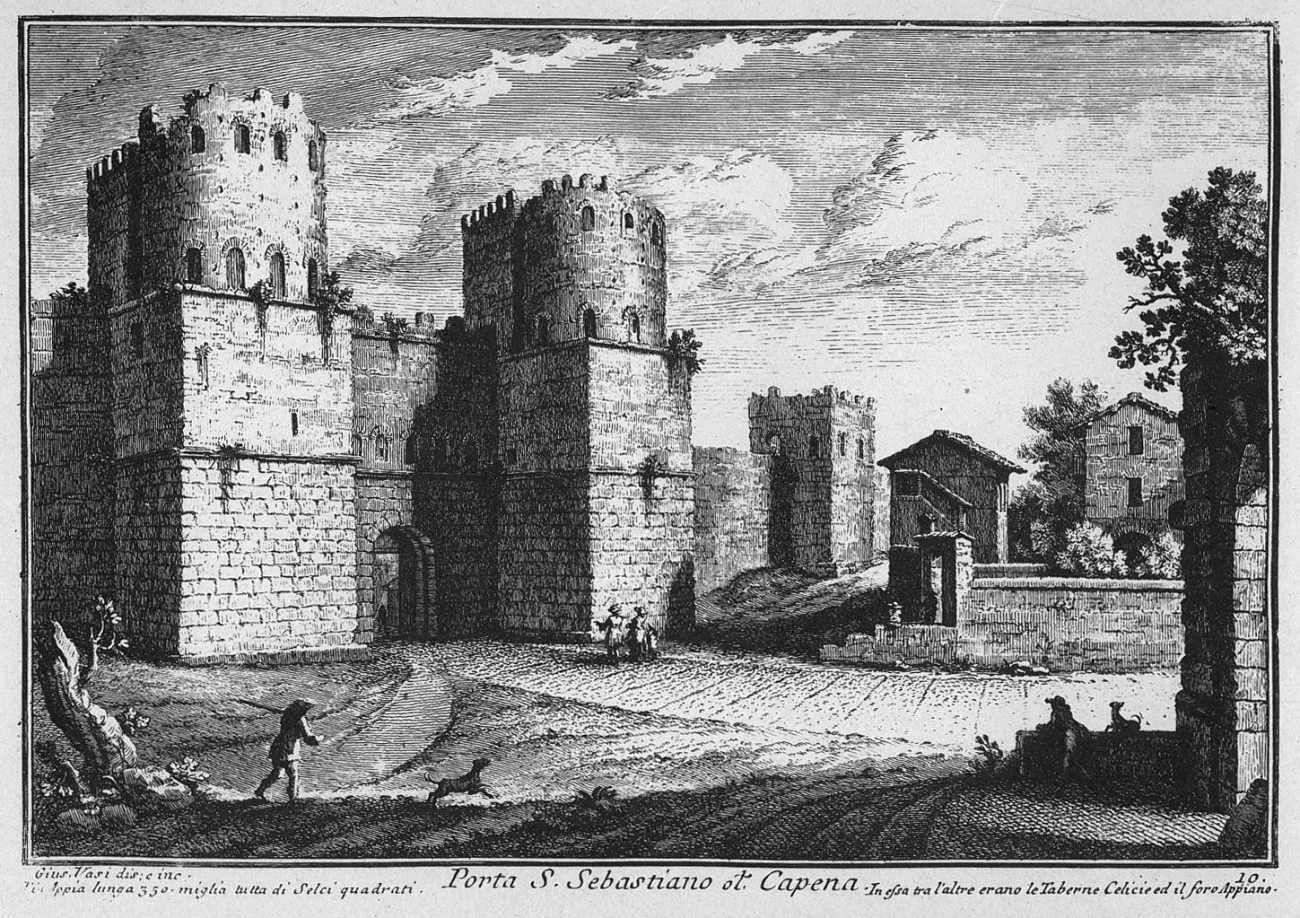
Ets van Giuseppe Vasi rond 1750
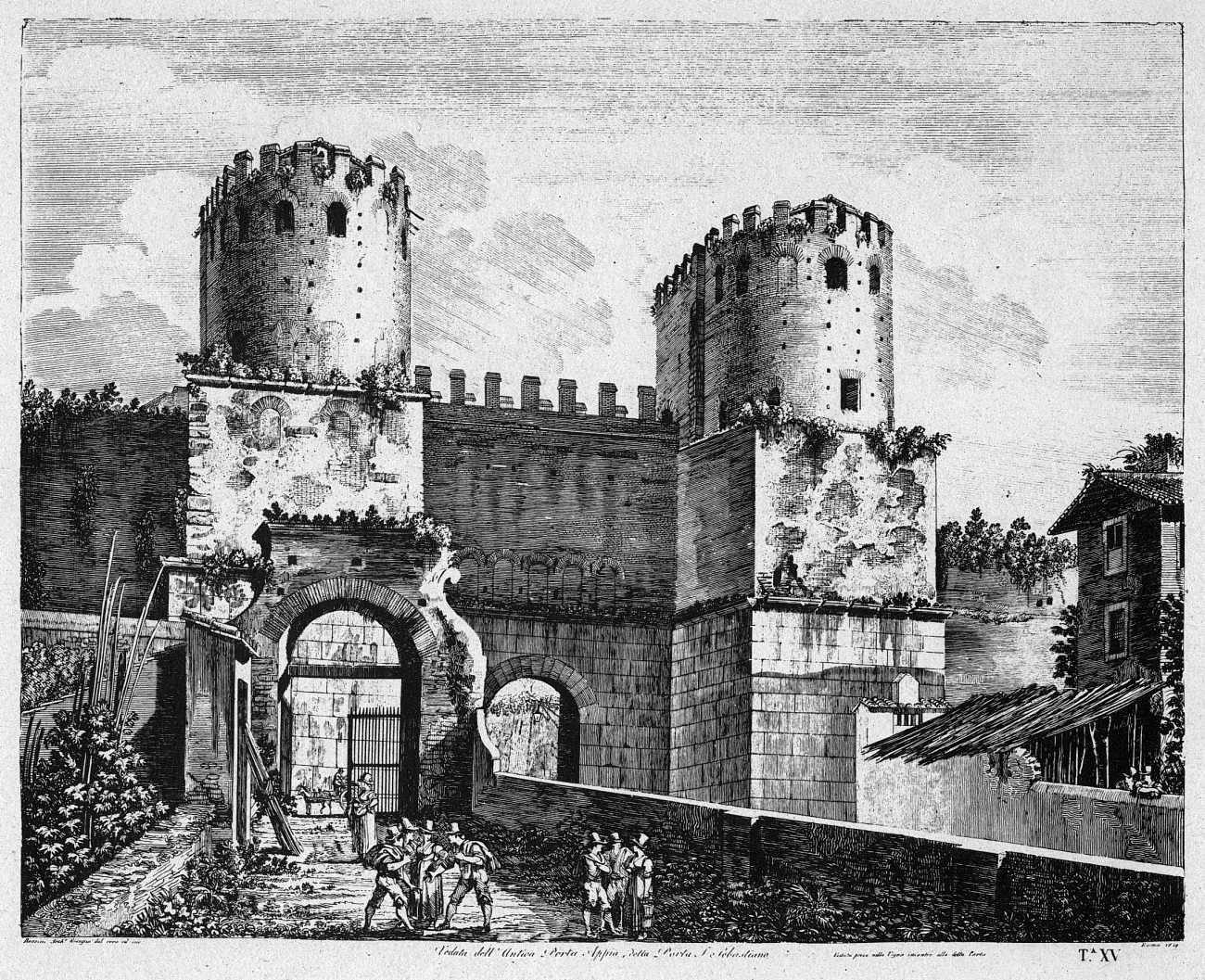
Tekening van Luigi Rossini
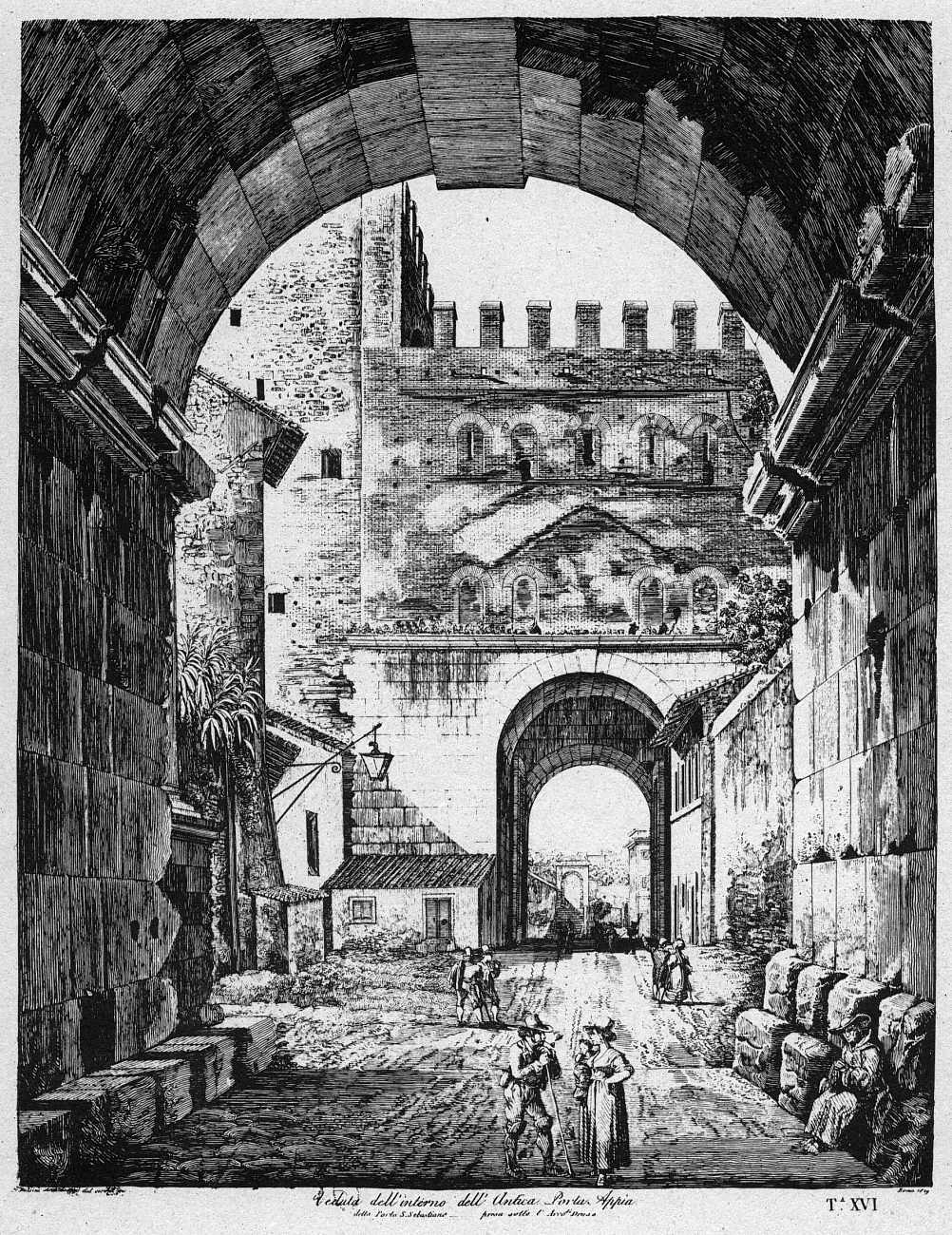
Tekening van de binnenzijde van de poort door Rossini

Porta Flaminia · Porta Pinciana · Porta Salaria · Porta Nomentana · Porta Clausa · Porta Tiburtina · Porta Praenestina · Porta Asinaria · Porta Metrovia · Porta Latina · Porta Appia · Porta Ardeatina · Porta Ostiensis · Porta Portuensis · Porta Aurelia · Porta Septimiana